# Ciríaco de Ancona
Ciríaco Pizzecolli ou Ciríaco de' Pizzicolli, conhecido como Ciríaco de Ancona (Ancona, possivelmente em 31 de julho de 1391 — Cremona, 1455) foi um arqueólogo, humanista e viajante italiano, considerado o fundador da epigrafia.
Durante viagens de comércio por todo o Oriente coleccionou uma grande série de inscrições, manuscritos, e os outras antiguidades, retornando em 1426, passando de seguida por Rodes, Beirute, Damasco, Chipre, Mitilene, Tessalônica, e outros lugares. 
Beneficiou-se do apoio de Eugênio IV, de Cosmo de Medici e dos Visconti de Milão. Em 1443, visitou a Moreia na Grécia, onde copiou as inscrições mencionados na correspondência de Filelfo, Traversari, Leonardo Aretino, entre outros. É tido como o melhor equipado, o mais instruído, e o mais rigoroso estudioso da Epigrafia durante o período do Renascimento. 
O seu rigor em copiar inscrições antigas é referenciada por De Rossi (Inscriptiones Christ. Urbis Romae, VII antiquiores do saec, II, 377) referindo-se-lhe como “o crédito principal e a glória imortal de Ciríaco”. 
A maioria de seus manuscritos foram perdidos; os publicados depois que sua morte são: 
- “Itinerarium” (Florença, 1742);
- De “reperta Epigrammata por Illyricum um Kyriaco Anconitano” (Roma, 1664), o último e muito raro.

Mazzuchelli menciona outros trabalhos seus em “d'Italia Scrittori” (s.v.).